# 4013 Ogiria
4013 Ogiria је астероид главног астероидног појаса са средњом удаљеношћу од Сунца која износи 3,151 астрономских јединица (АЈ).
Апсолутна магнитуда астероида је 12,0.